# Elinor Kershaw
Elinor Kershaw, conosciuta anche come Nell o come Mrs. Thomas Ince (St. Louis, 19 novembre 1884 – Hollywood, 12 settembre 1971), è stata un'attrice statunitense.

## Biografia
Attrice teatrale, girò nella sua carriera anche cinque film dal 1910 al 1911. Nel 1924, partecipò a un documentario di Hunt Stromberg sugli studi Thomas Ince in qualità di padrona di casa, essendo sposata con il produttore Thomas H. Ince. Il film è uno degli ultimi prodotti dal tycoon di Hollywood che, in novembre, muore per "attacco cardiaco" (almeno così dichiarava il referto medico).
Elinor e Ince si erano conosciuti nel 1906, mentre recitavano insieme in uno spettacolo di Broadway. Attrice alla Biograph, Elinor, chiamata familiarmente "Nell", agevolò con le sue conoscenze l'entrata del marito alla Biograph, dove Ince avrebbe iniziato la sua folgorante carriera di produttore e magnate dell'industria hollywoodiana.
Quando il marito morì, nel novembre 1924, in circostanze ambigue e mai chiarite - ucciso per sbaglio, si disse, da una pallottola vagante sparata dall'editore William Randolph Hearst - Nell chiese in fretta la cremazione per il corpo del marito e, quindi, partì immediatamente per l'Europa. I pettegolezzi e i giornali del tempo parlarono di un fondo fiduciario a suo nome intestatole da Hearst, come se si fosse voluto tacitare in qualche modo la vedova Ince. Il caso, comunque, rimase insoluto e diede la stura a una ridda di supposizioni sul come fosse andata effettivamente la vicenda che, ufficialmente, raccontava invece una storia completamente diversa.
In seguito, Nell Kershaw avrebbe sposato l'attore Holmes Herbert, ma questo matrimonio finì in un divorzio.
Dalla sua unione con Thomas Ince, Nell ebbe due figli, lo scrittore Thomas H. Ince, Jr e l'attore Richard Ince. L'attrice teatrale Willette Kershaw era sorella di Elinor.

## Filmografia
- The Course of True Love, regia di D.W. Griffith - cortometraggio (1910)
- One Night and Then, regia di D.W. Griffith - cortometraggio (1910)
- Taming a Husband, regia di D.W. Griffith - cortometraggio (1910)
- The Love of Lady Irma, regia di Frank Powell - cortometraggio (1910)
- Phone 1707 Chester, regia di Joseph W. Smiley - cortometraggio (1911)
- A Tour of the Thomas Ince Studio, regia di Hunt Stromberg - come Mrs. Thomas Ince, cortometraggio (1924)